# 潼関の戦い
潼関の戦い（どうかんのたたかい）とは、中国後漢末期の建安16年（211年）3月から9月にかけて、馬超・韓遂ら関西の諸軍閥による連合軍が、曹操と潼関周辺において行った戦闘である。
赤壁の戦いで孫権・劉備らに敗北した曹操は、軍事侵攻の対象を南方から西方へと転じた。漢中に拠点を置く張魯の討伐を宣伝する曹操陣営に対し、関中・隴右地帯に割拠する群雄たちは、真の標的は自分たちだという不信を抱き、合衆して挙兵した。これに乗じて西征を開始した曹操は、関西連合軍との合戦において勝利を収め、関中を占領すると、漢中および雍州・涼州の支配へと駒を進めていった。

## 背景
涼州は、後漢の霊帝時代末期ごろから羌の反乱が頻発する地帯で、中平元年（184年）には、辺章や韓遂、王国などといった漢族の諸将もまた反乱に身を投じる事態となり、耿鄙や傅燮など現地の官吏が殺害されるという混乱状態にあった。後に反乱軍は瓦解したが、韓遂と馬騰の二勢力が台頭するに至った。はじめは友好関係にあった両者は、次第に争うようになった。さらにこのとき、隴右から関中へと進出していた。事態を憂慮した曹操は司隷校尉の鍾繇を派遣し、その仲介によって和解した両者は、人質を差し出すことで曹操に与する姿勢を見せた。
しかし建安13年（208年）、来たる南征に備えていた曹操は、関中に割拠する勢力から背後を突かれることを危惧した。周瑜が述べたように、北方の情勢は未だに安定しておらず、特に馬騰の子である馬超と韓遂という二つの存在が曹操にとって後顧の患いとなっていた。曹操はまず馬超を辟召したが、拒絶されたため、これに次いで、部曲を解散した上での入朝を馬騰に要求した。張既の圧力を受けた馬騰は一族を引き連れて入朝し、実質的な人質と化した。馬超が父に代わって軍勢をまとめて率いるようになり、関隴地帯における主力は依然として韓・馬の二勢力のもとにあった。そして同年の赤壁の戦いで敗戦し、勢力の大きい孫権・劉備との正面衝突を避けるべきだと判断した曹操は、揚州前線の安定化を図った上で、関中平定を意識するようになった。一方、建安15年（210年）には、周瑜が孫権に対して益州攻略計画を提案し、さらにその後の動きとして馬超との連盟を考えていた。

## 潼関の戦い

### 戦闘前
建安16年（211年）3月、曹操は鍾繇・夏侯淵に対して張魯討伐を命じ、関中に進行させた。曹操が採択した鍾繇の建議は、表向きは張魯討伐という名目のもと、3000の兵で関中に入り、馬超らを脅迫して人質をとるというものだった。当時、関隴に敷かれていた統制は不安定であり、西征に対する反対意見が挙がった。高柔は曹操を諫めて、西方の諸将をむやみに刺激すべきではなく、先に三輔を安定させてから漢中平定に赴くべきだと進言した。衛覬もまた、西方の地勢の険阻さと兵士の強さを鑑みるに、関西諸将の疑いを呼ぶような行動は控えるべきだと意見した。曹操は衛覬の意見を認めたが、最終的に従ったのは鍾繇の強行策だった。
当時の曹操の動きについては、仮道滅虢の計をとったとも解釈されている。『資治通鑑』の注釈者である胡三省によれば、「〔曹操には〕馬超・韓遂を討つ名分がないから、まず張魯を攻めるふりをして彼らが背くよう促し、それから侵攻した」のだという。実際のところ、馬超・韓遂はいずれも公式に官職を持つ漢臣という立場であり、現時点においては朝廷に背く疑いもないため、曹操は彼らを征伐する大義名分を持たない。しかし馬超らが先行して反乱を起こしたならば、関隴攻撃を正当化することができたのである。またこの場合、高柔や衛覬の意見は曹操の意図を正しく汲めていない不適当なものだったということになる。
関西諸将は曹操の動向に疑念を抱いた。韓遂はこのとき不在で、張猛の反乱を鎮圧するために建安15年（210年）から遠征していた。魚豢『魏略』によれば、遠征から戻った韓遂に対し、馬超は韓遂と自身とを父子に準えつつ、「以前、鍾司隸（鍾繇）は私に将軍（韓遂）を殺すよう命じました。関東の人間はもはや信用できません」と語ったという。都督に立てられた韓遂は、諸将が総じて抱く謀反の意向を支持した。

### 開戦
馬超・韓遂・楊秋・李堪・成宜らに加え、侯選・程銀・張横・梁興・馬玩らあわせて10の軍閥が挙兵すると、杜畿が太守を務める河東を除き、弘農・左馮翊の郡県が相次いで呼応した。さらに百頃氐王の千万と興国氐王の阿貴が、馬超に従い反乱を起こした。藍田の劉雄鳴は、反乱に従わなかったことを理由に馬超から攻撃を受けて敗北し、曹操の下へ逃亡した。馬超の乱に応じて、数万家に及ぶ関西の住民が子午谷を経て漢中に逃れた。馬超らは10万の軍勢をもって、黄河南岸、潼関の西側に布陣した。
7月、西征を開始した曹操は、先に曹仁を潼関へ派遣して防戦させた。そして諸将に対し「関西の兵は精悍であるから、防御を固めた上で、打って出てはいけない」と注意した。また弘農に至った際、「ここは西道の要衝である」と言って、賈逵を弘農太守に任じた。

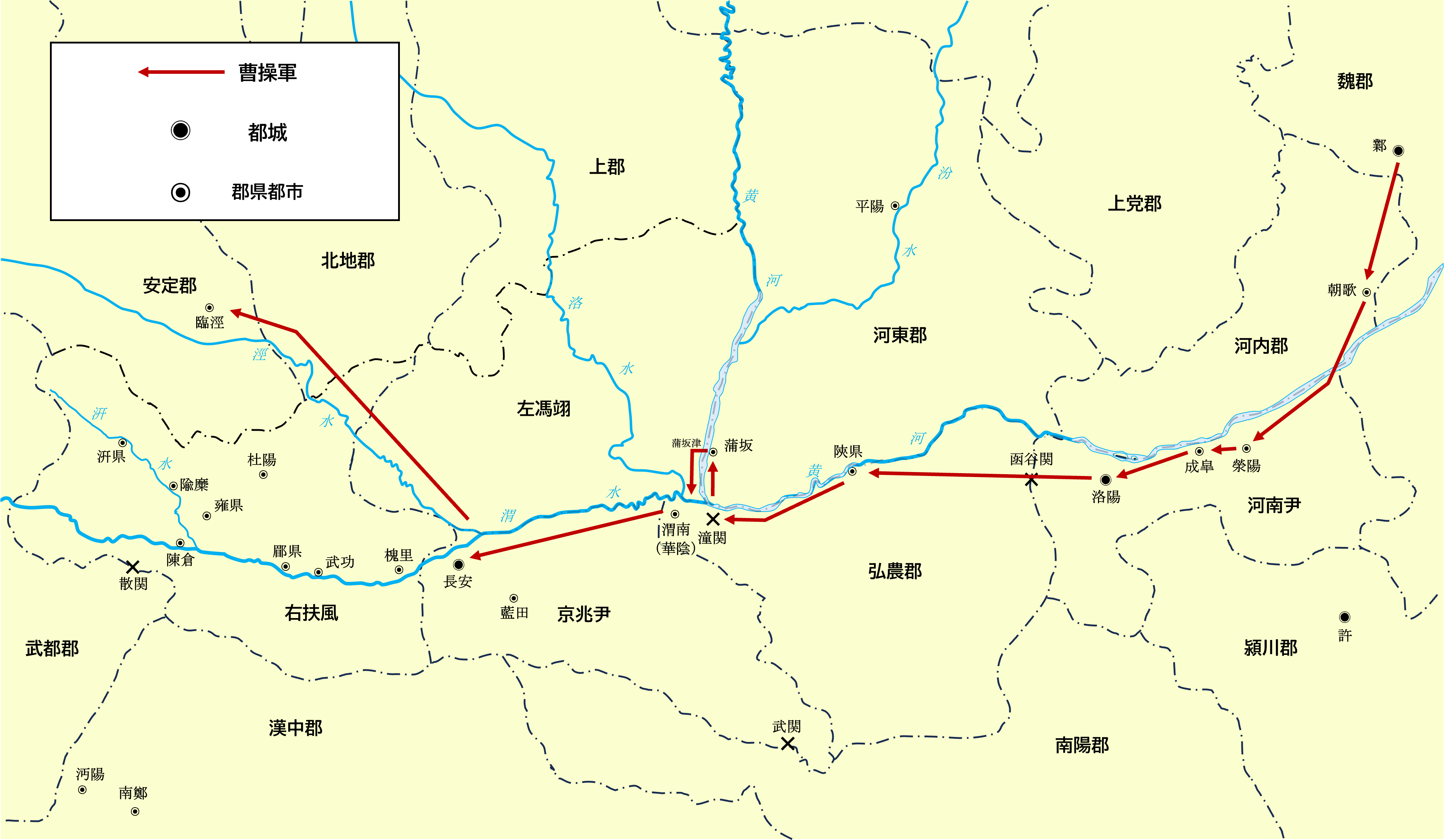
曹操軍の進軍経路

8月、曹操は潼関に到着した。黄河南岸に布陣した曹操軍と馬超らの軍は、潼関を挟んで対峙した。馬超たちの兵は長矛の使用に習熟しており、脅威と見なされていた。馬超の率いる軽装騎兵・長矛部隊で構成された軍隊は、後漢時代において当時最も強勢を誇った羌に大勝した段熲の系譜を引いており、馬超はその機動力を生かした戦法を取っていたという。長矛を恐れる諸将に対し、曹操はこう言ったとされる。「戦いの所在は私にあるのであって、賊のものではない。敵が長矛に習熟しているとはいうが、それを使わせないようにしてやるまでのことだ。諸君はただ見ているがいい」。
潼関は堅固な関所であり、攻撃の難しい場所であった。曹操に対策を問われた徐晃は、「こちらの大軍がこの地に集い、敵部隊もまた潼関に結集していますが、派兵して蒲阪を守ろうとしないでいるのを見るに、敵は謀略を持っていないようです」と答えた。夜間、徐晃・朱霊は4000の精兵を率いて黄河を北へ、さらに蒲阪から西へと渡り、陣営を構築した。防御用の柵を築いている最中、梁興が歩騎5000をもって襲撃したものの、徐晃に退けられた。
閏8月、続いて渡河を試みた曹操は、先に兵を赴かせ、自身は許褚が指揮を執る虎士（親衛隊）100人余りと共に殿軍となった。馬超は歩騎1万余りを率いて、進軍中の曹操を急襲した。その攻撃は激しく、矢が「雨の如く」降り注いだ。曹操は周囲から孤立しただけでなく、数においても劣勢であり、死の危機に瀕していた。しかし曹操は余裕をもって振る舞い、胡牀（椅子の一種）に腰を落ち着けたままでいた。
許褚は曹操のもとにたどり着くと、曹操を急いで船中に移した。周囲の将兵たちは争ってその船に乗ろうとしたが、許褚は船縁に取り縋る彼らの手を斬りつけ、乗らせなかった。その間、左手に鞍を持って矢を防いでいた。乗っていた船の漕ぎ手も射殺されてしまったため、許褚は空いた右手で自分たちの乗る船を漕ぎ、危機を脱した。またこのとき、丁斐が牛馬を解き放った。関西連合軍の兵たちは家畜を捕えることに夢中になり、攻撃をおろそかにした。両者の貢献もあって、曹操は渡河に成功した。一方、諸将は曹操の姿を見失い、その安否について懸念を抱いていた。曹操と再会して悲喜こもごもの者、あるいは涙を流す者がいる中、曹操は大笑いして「今日はあやうく小賊にしてやられるところだった」と語ったという。河東には糧食が潤沢にあり、蒲阪に達した曹操軍を十分にまかなうことができた。馬超は、曹操軍の蒲阪から西への渡河を阻み足止めすることで、兵糧を枯渇させようと狙っていた。後日になってそのことを知った曹操は馬超の存在をより警戒し、「馬（ば）の小僧が死ななければ、私には葬られる土地も無い」と語ったという。
曹操軍は蒲阪から西へ渡河すると、さらに黄河沿いに南進し、渭水北岸まで到達した。関西連合軍は潼関から西に退き、渭口（渭水が黄河に流れ込む地点）で防戦した。曹操は敵軍を攻撃するふりをして注意を引きつける一方、複数の舟を渡して橋を作り、夜間、暗闇に紛れて軍勢を南に移した。馬超たちはそこに攻撃を仕掛けたが、曹操は奇襲に備えて伏兵を置いていたため、失敗に終わった。『曹瞒伝』によると、馬超の騎兵による度重なる襲撃と地盤の悪さにより、曹操軍は渡河はおろか、陣営や防塁を築くこともできずにいた。そこで婁圭の案に従い、砂を入れた袋に水をかけ、それを夜間の寒さによって凍らせたものを用いて防御態勢を整えたことで、渭水を渡りおおせたという。

### 離間計
9月、曹操は渭南に到達した。渭南に駐屯する馬超ら関西連合軍は何度も挑戦したが、曹操は応じずにいた。戦線が膠着する中で、関西連合軍は黄河以西の土地の割譲および講和、さらに人質の提供を打診した。賈詡は、関西諸将の要請を偽って許可するべきだと考えた。策を問われた賈詡の「離間するのみです」という答えに、曹操は「了解した」と言って従った。曹操は馬超らの要求に応じるふりをし、会談の場を設けると、そこで離間の策を用いた。
韓遂は曹操に対して、お互い単騎での会談を求めた。曹操と韓遂の父は孝廉の同期であり、二人もまた、かつて洛陽において知り合った仲だった。曹操と韓遂は親しげに語り合い、思い出話に花を咲かせたが、現在両者が直面している軍事的な事柄は話題に取り上げられなかった。
またこのとき、韓遂らの将兵たちが非漢族も含めて後方に控えており、曹操のことを一目見ようとひしめき合っていた。曹操はこの様子を見て笑い、「お前たちは曹公のことが見たいのか？ 他の人間と似たようなものだぞ。目が4つであったり口が2つあったりするわけではない、ただ少しばかり知恵があるというだけのことだ」と言ったという。曹操側はというと、戦力を誇示すべく、日光を浴びてきらめく鉄騎5000を10列に並べていた。また韓遂麾下の閻行は以前に父を入朝させていたが、閻行が韓遂の後ろにいるのを見つけた曹操は「孝子であるよう心掛けるのだな」と声をかけ、念を押した。
会談を終えた韓遂に「公（曹操）は何と言ったのか」と馬超らが問うと、韓遂は「何ということはない」と答えた。盧弼はこの状況について、「曹操が韓遂と話した時、馬超はやや距離をとっていて、会話が聞こえなかったのかもしれない」と推測している。また後日、曹操は韓遂のもとへ、改竄の痕跡を故意に多数残してある状態の書状を送りつけた。それを見た他の関西諸将たちは、韓遂が内通しているのではないかと考え、疑惑を持つようになった。
次いで、曹操と馬超との間でも、似たような形式で会談が行われた。豪腕の持ち主である馬超は、曹操との会見時に曹操を奇襲することで、戦争の即時終結を目論んでいたという。しかし護衛の許褚が周囲を警戒していたため、その機会は訪れなかった。このとき、許褚の武勇を聞き知っていた馬超は、曹操の従騎が許褚ではないかと疑い、「公（曹操）の虎侯は、どちらにあるか」と尋ねたともいう。『資治通鑑』を編纂した司馬光は、曹操が韓遂・馬超と会談した際、唯一従っていた許褚が馬超の奇襲を防いだという許褚伝の記述について、「〔単馬会語の〕時に馬超は韓遂と共にいなかったために韓遂を疑ったのだから、この話はでたらめだ」と述べている。盧弼はこれに対し、「もしくは、韓遂・馬超はそれぞれ別に単馬会語に臨んだのだが、〔曹操は〕馬超と話す際にはその武勇を考慮して、許褚を随えていたのかもしれない」と推測している。高島俊男は、閻行の逸話を鑑みても、韓遂と馬超が一緒にいたとは考え難いとしている。

### 決戦

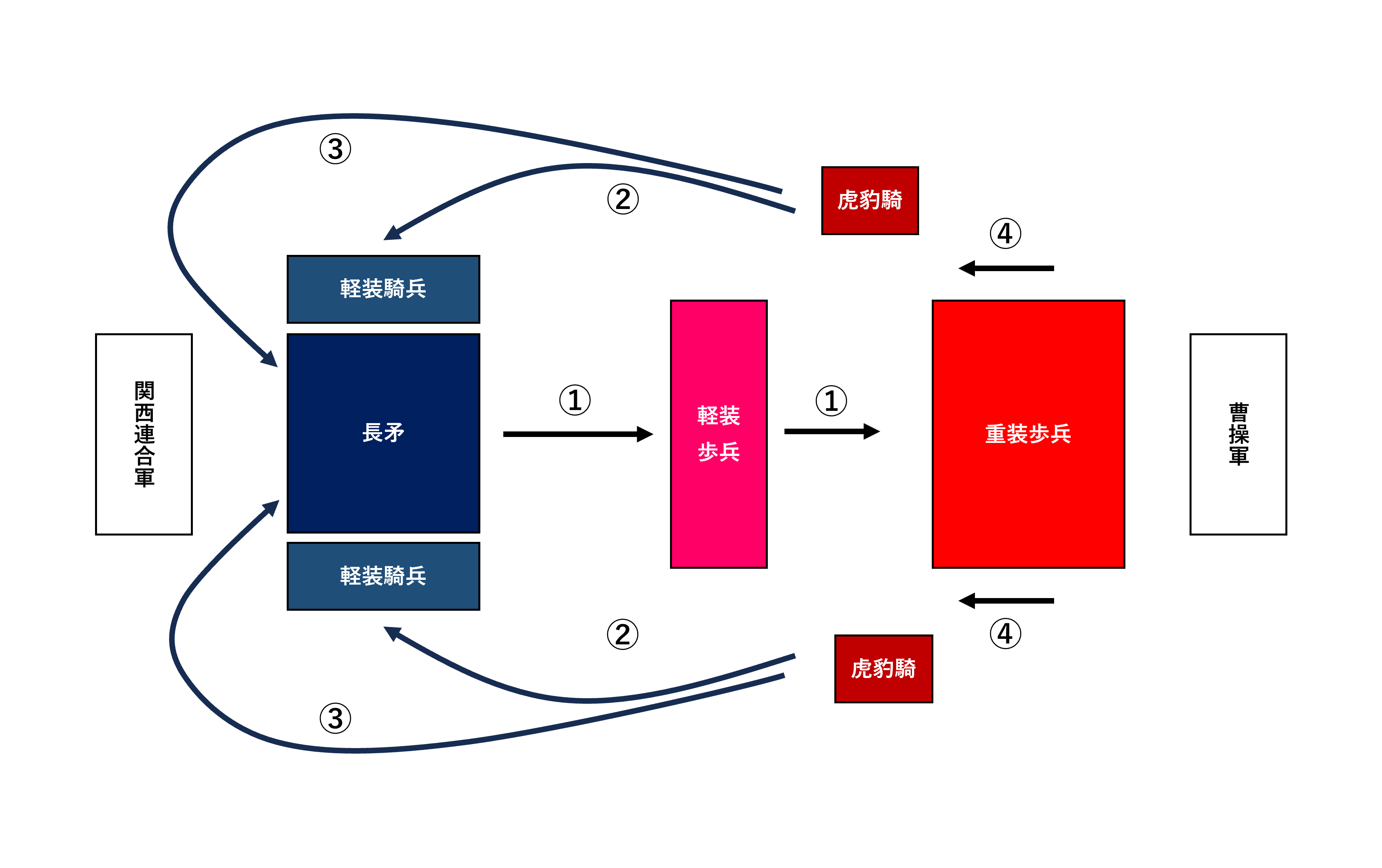
決戦時における曹操軍の陣形

両陣営は会戦の日程を決めた。会戦当日、曹操はまず軽兵を向かわせ、関西連合軍の長矛部隊の注意を中央に引きつけたのを見計らって、虎豹騎という重装騎兵で構成された精鋭部隊を送り込み、関西連合軍の戦列の側面や後方に回り込ませ、挟撃した。主力の重装歩兵は最後に投入された。包囲された関西連合軍は大打撃を受け、諸将の何人かが戦死する事態にまで陥った。

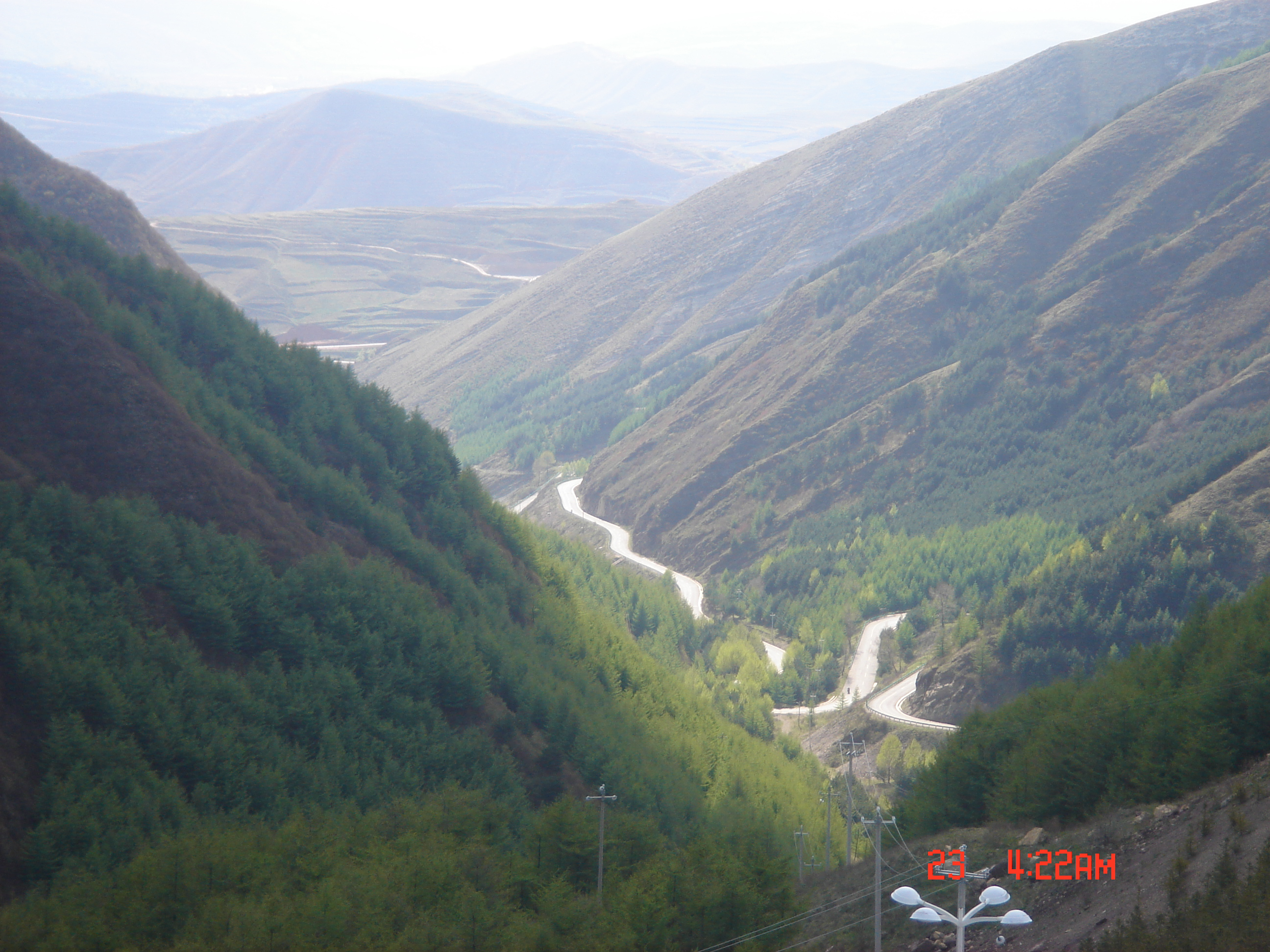
隴山（現六盤山）

馬超と韓遂は長安周辺地域の支配を放棄すると、残存勢力を引き連れて涼州へと逃れた。両者の逃走先は隴山以西の地域であり、隴山によって関中からは隔てられているため、そこから彼らが再び東進する恐れは低かった。また、この敗戦による影響は、馬超・韓遂の支配領域に対してただちに現れることはなかったとはいえ、両者の運命の転機となるには十分なものだった。
10月、長安を掌握した曹操はさらに出兵して北進し、楊秋が逃れていった安定を攻撃した。安定は関中と地続きであるだけでなく、地形も険しくないため、曹操軍が東へ帰還するのを見計らってから関中へ侵入することが容易だった。曹操はそういった禍根を断つ必要があったのである。包囲された楊秋はあえなく曹操に降伏した。曹操は楊秋を復位させると、安定の統治および現地住民の慰撫を任せた。
12月、曹操は安定から軍を引き上げると、張既を京兆尹に任じ、長安一帯の治安回復に務めさせた。また夏侯淵は長安に駐屯し、長安の守備および残党勢力の対処を担当した。
建安17年（212年）1月、曹操は鄴に帰還した。潼関の戦いにおいて曹操軍は勝利を収めた一方、その被害は少なくなく、死者数は万をもって数えるに及んだ。王沈『魏書』によれば、この結果を受けて、曹操は衛覬の意見を聞かなかったことを後悔し、彼の意見を重んじるようになったという。
建安18年（213年）3月庚寅、禹貢による九州の区分に則り、涼州が廃されて雍州に併合された。当時、曹操は関中を平定していたものの、河西・隴右には未だ実効支配が及んでいなかった。この形式的な統合は、長安を治所とする雍州に両地域を名義上組み入れることで、将来的な統治基盤とする狙いがあったと考えられる。
また同年5月丙申、献帝が曹操を魏公に封じるにあたり、この戦役は以下のように表現された。

### 曹操の所見
戦闘後、諸将は曹操に対して、「当初、賊は潼関を守っており、渭北は空いていたのに、そのまま河東から馮翊を攻撃せず、むしろ潼関に留まって、日を改めてから北に渡ったのは、なぜでしょうか」と質問した。
曹操の答えは以下のようなものだった。
賊は潼関を守っているが、もし私が渡河して河東に入ろうとすれば、彼らは必ず兵を発して渡河を防ぎにくる。そうなると、〔黄河〕西岸に渡ることができない。そこで私は潼関に向ける兵を増やした。それを防御しようとした賊がことごとく南に集結し、西岸への備えが薄くなったために、二将（徐晃・朱霊）は西岸を占拠することができた。そのあと軍を率いて北に渡ったのだが、賊が私と西岸を争えなかったのは、二将の存在があったればこそだ。車輌を連ねて柵を並べ、甬道を作ってから南進したことで、〔敵にとって〕此方は勝てない相手であっても、弱いようには見せた。渭水を渡る際には堅塁を築いたが、敵軍が来たときには反撃に出なかった。だからこそ敵は驕り、防衛の陣地を築かずに土地の割譲を求めてきたのだ。私が彼方の言い分を許したのは、相手の意に従っておいて、安心させて備えさせずにおくためである。我々はその間に兵力を集め、一旦に攻勢に出れば、いわゆる「疾雷に耳を覆う暇はない」というものとなる。戦の変化に対する手法は、なにも一つには限らない。
中国学者のレイフ・ド・クレスピニーは、この発言の中で最も特筆すべき点は、勝利の見込みがあると相手方に思わせ得た曹操の手腕にあると述べている。戦場と交渉のそれぞれの面で相手に弱みを見せることで、西方諸将に勝利の希望を抱かせると同時に彼らの間に疑いの種を蒔いた曹操は、その絶妙な均衡を保ちつつ、関隴地区の敵対勢力の大部分を瞬く間に排除することに成功したのである。

また戦役の初め頃、敵勢力が一部ずつ到来するごとに、曹操はますます喜びの表情を表したという。諸将にその理由を尋ねられた曹操はこう答えた。
関中は果てない遠地であるから、もし賊が〔分散して〕各々険阻に依拠したならば、1、2年かけて攻めなければ平定できない。だが今は全員が集い来ており、数は多いが互いに付き従うわけでもなく、軍に適当な主が存在しない。これを一挙に撃滅して功を上げるのはたやすいから、喜んだのだ。
この逸話はあくまで曹操を称えることが主題であるとはいえ、関西諸将の分散的な性質を示してもいる。統一性を持たないという特徴は、彼らの弱点として見なし得るものだった。

### 曹丕と曹植
潼関の戦いに際して、曹操の息子である曹丕と曹植は両者とも賦を作成している。曹操の妻である卞氏や曹植などが従軍した一方、鄴で留守を守っていた曹丕は、母や弟たちとの別れを惜しみ「感離賦」を作成した。曹植もまた、曹丕との別れを主題とする「離思賦」を作っているが、逸文であり、賦の全文は現存しない。

## 余波
建安16年（211年）、曹操による張魯討伐を知った益州牧の劉璋は、益州に隣接する漢中が曹操の手中に入ることに不安を覚えた。そこで張魯への対策として、宗室の繋がりがあり、かつ用兵が巧みであると評判だった劉備を迎えいれた（劉備の入蜀）。
建安17年（212年）5月、前年の反乱に連座して、人質となっていた馬騰は誅殺および三族皆殺しとなり、韓遂の子や孫も同様に誅された。馬超の人質の処刑が反乱後すぐに執行されなかったのは、懐柔の姿勢と関係修復の見込みをほのめかすことによって、曹操は馬超が擁する軍事力の利用を視野に入れていたためだという。

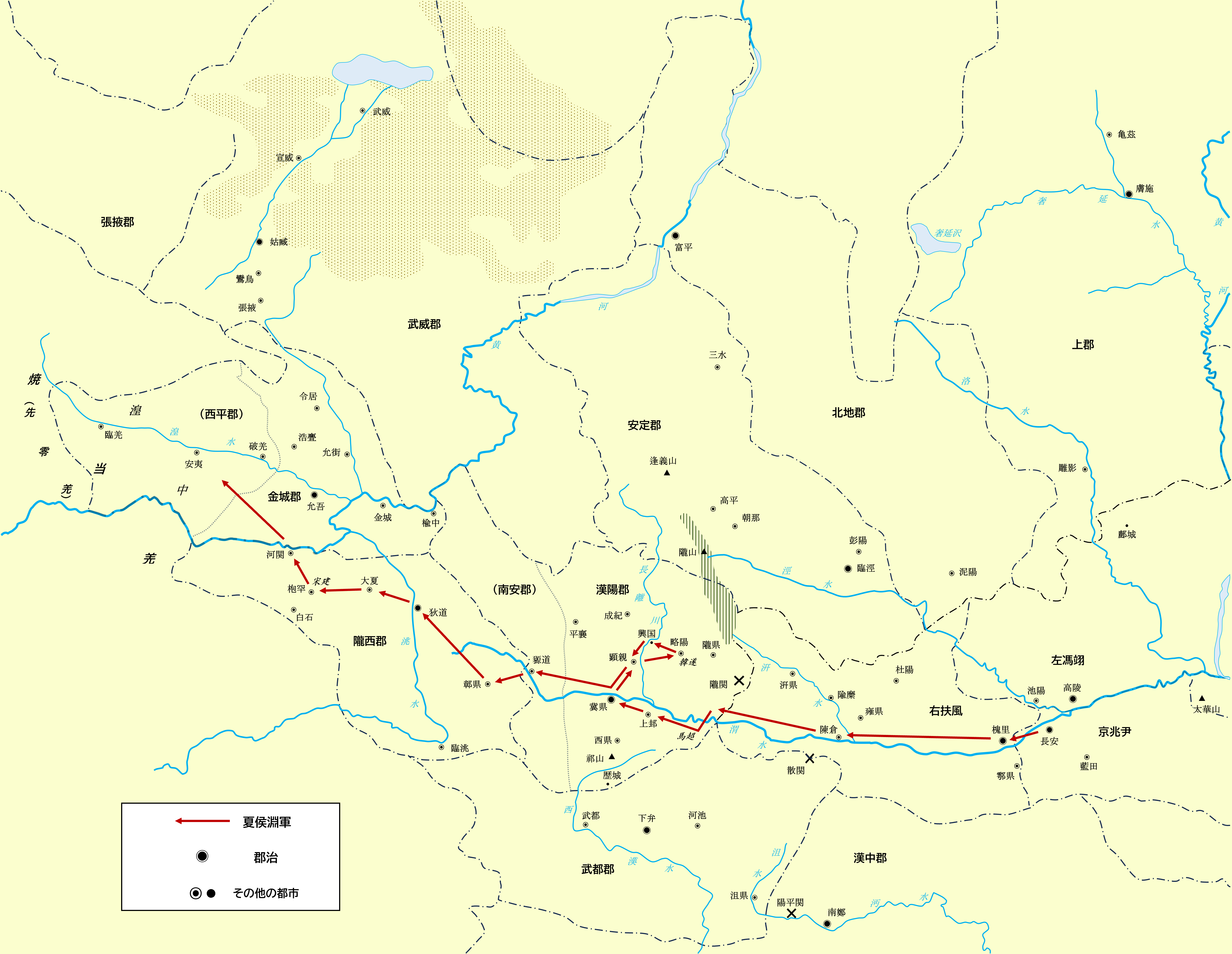
夏侯淵軍の進軍経路（214年）

馬超は隴上において非漢族の渠帥らと共に再び蜂起し、隴右の制圧および夏侯淵の救援軍撃退に成功したが、建安18年（213年）8月、楊阜ら現地の士大夫層に離反されて退路を絶たれ、漢中の張魯を頼った。建安19年（214年）には祁山を攻め、援護に向かった夏侯淵軍の先鋒を担う張郃を渭水付近で迎撃したものの、戦わずに撤退した。程なくして漢中からも去り、成都にて劉璋を包囲していた劉備に帰順し、成都攻略に貢献した後、劉備に仕えたまま死去した。
金城に逃げこんだ韓遂は、興国にいた千万と合流すると、旧知の伝手で羌胡を集め、長離羌などを含めた数万の兵力をもって夏侯淵と戦ったが、軍勢を分断されて大敗した。その後は隴右最西部の西平に逃れ、現地で被殺あるいは病死した。韓遂の首は現地の諸将により切断され、建安20年（215年）5月、漢中攻略中の曹操がいる武都にまで送り届けられた。
馬超・韓遂の両名が没落する傍ら、彼らの残党勢力もまた掃討された。建安19年（214年）の10月には、枹罕にて長年にわたり独立政権を打ち立てていた宋建が夏侯淵・張郃らによって滅ぼされた。こうして、曹操はついに隴右を平定した。しかし実情としては支配の不安定な状態が続き、この問題は曹魏初期に至るまで解決されなかった。
建安20年（215年）11月、張魯の降伏により曹操は漢中を完全に制したが（陽平関の戦い）、益州に拠点を得た劉備と、後に漢中の支配権をめぐって争うことになる（定軍山の戦い）。

## 『三国志演義』における描写

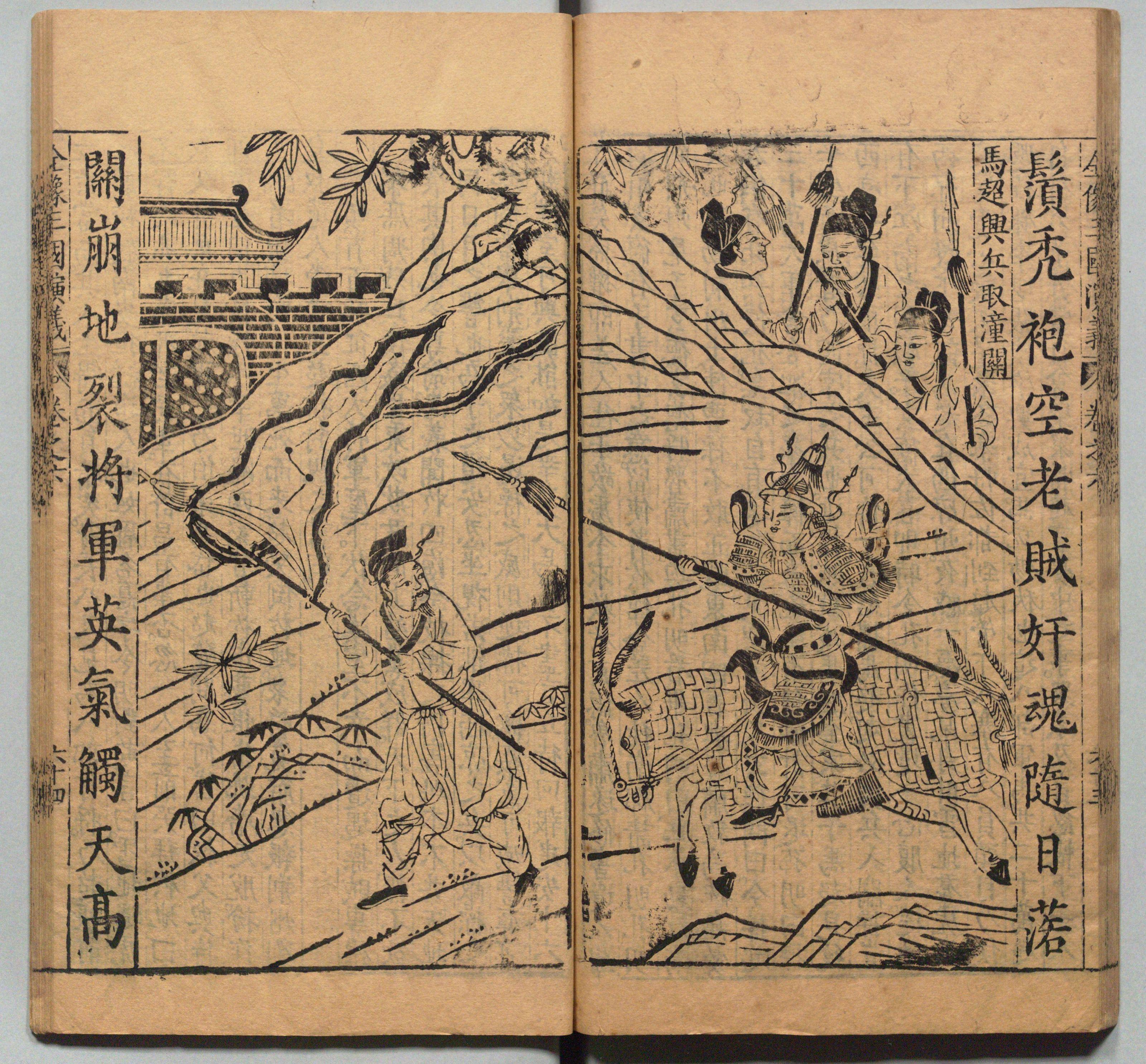
潼関を攻め落とす馬超

明代の小説『三国志演義』（以下『演義』）において、潼関の戦いの発端は曹操による馬騰の死である。ここでは、元代の至治年間に成立した『三国志平話』（以下『平話』）と同様に、馬超挙兵と馬騰処刑の時系列を逆転させるという改変が施されたことで、殺された父の雪辱と復讐を果たすべく、馬超が曹操に反旗を翻すという筋書きになっている。これにより、作中では「漢の忠臣」である馬騰が曹操によって殺され、その遺志を継いだ馬超が忠孝を全うするという構図が生じる。これらの創作は、「擁劉反曹」を主題の一つとする『演義』において、蜀漢に仕えた史実を理由に、馬超が全面的に擁護されたことによる。その際に馬超に与えられた改変は、父の馬騰の立場や人物造形にも影響を及ぼしている。

### 作中の戦闘経過
韓遂およびその8人の部将と共に、20万の大軍をもって出撃した馬超は、鍾繇が太守を務める長安を包囲すると、部下の龐徳の献策に従って長安を落とす。この際、鍾繇の息子である鍾進（架空の人物）は龐徳に斬られる。鍾繇は潼関に退き、曹操は曹洪と徐晃に命じて潼関を守らせる。しかし曹洪の不手際により9日で潼関は破られ、馬超軍によって占拠される。馬超は戦場にて曹操軍の諸将を全く寄せ付けず、迎撃に出た于禁・張郃を次々に退けると、李通を突き殺す。さらには曹操を生け捕りにしようと追いかけまわし、討ち取る寸前にまで及ぶ。
この逸話は通称「割鬚棄袍（鬚を割き袍を棄つ）」と呼ばれる。その後、現場にかけつけた曹洪の尽力により、曹操はからくも難を逃れる。その後に黄河を渡る際、曹操は再び窮地に陥る。馬超が曹操を追い詰める一連の描写は、馬超の武勇を描くと同時に、曹操を貶める機能も持っている。

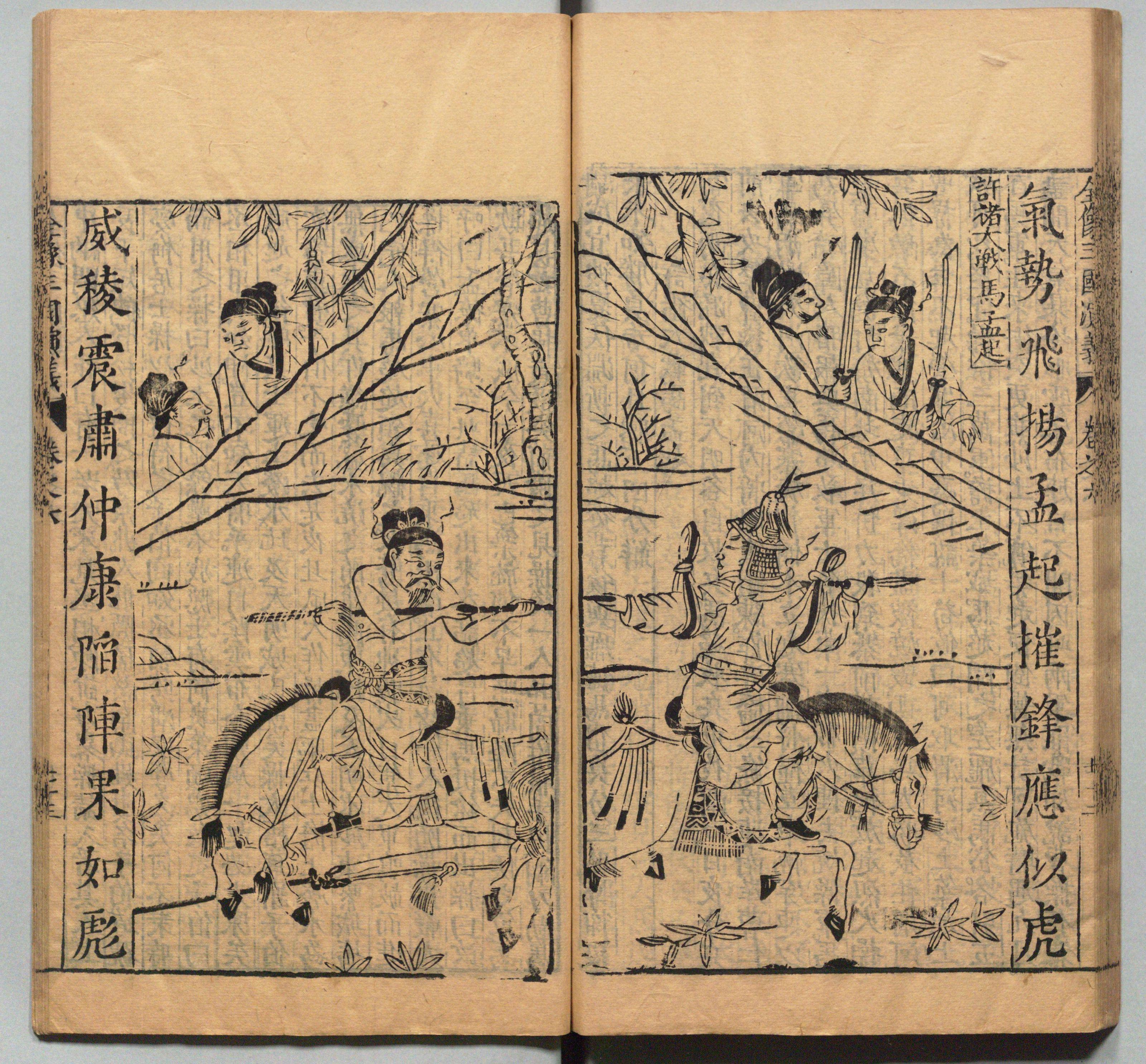
許褚と馬超の一騎討ち

戦役中盤には、許褚が馬超に対し一騎討ちを挑むも決着がつかず、むきになった許褚は鎧や兜を脱ぎ棄てて身軽になり、上半身裸の状態で馬超と死闘を繰り広げる。この一騎討ちは、単に場面を盛り上げるだけでなく、「虎将（勇猛な将）を描くとき、〔その相手に〕懦弱な者を用いて造形するよりも、勇ましい者を用いて造形することで武勇を実感するほうがよい」という理論に則り創作されたものである。作品の主題の一つであると同時に、宋代より続く伝統的な国民感情でもある「擁劉反曹」思想を前提とする『演義』は、馬超のような人物の勇猛さをことさらに引き立てる手法を用いることで、その思想を体現させている。

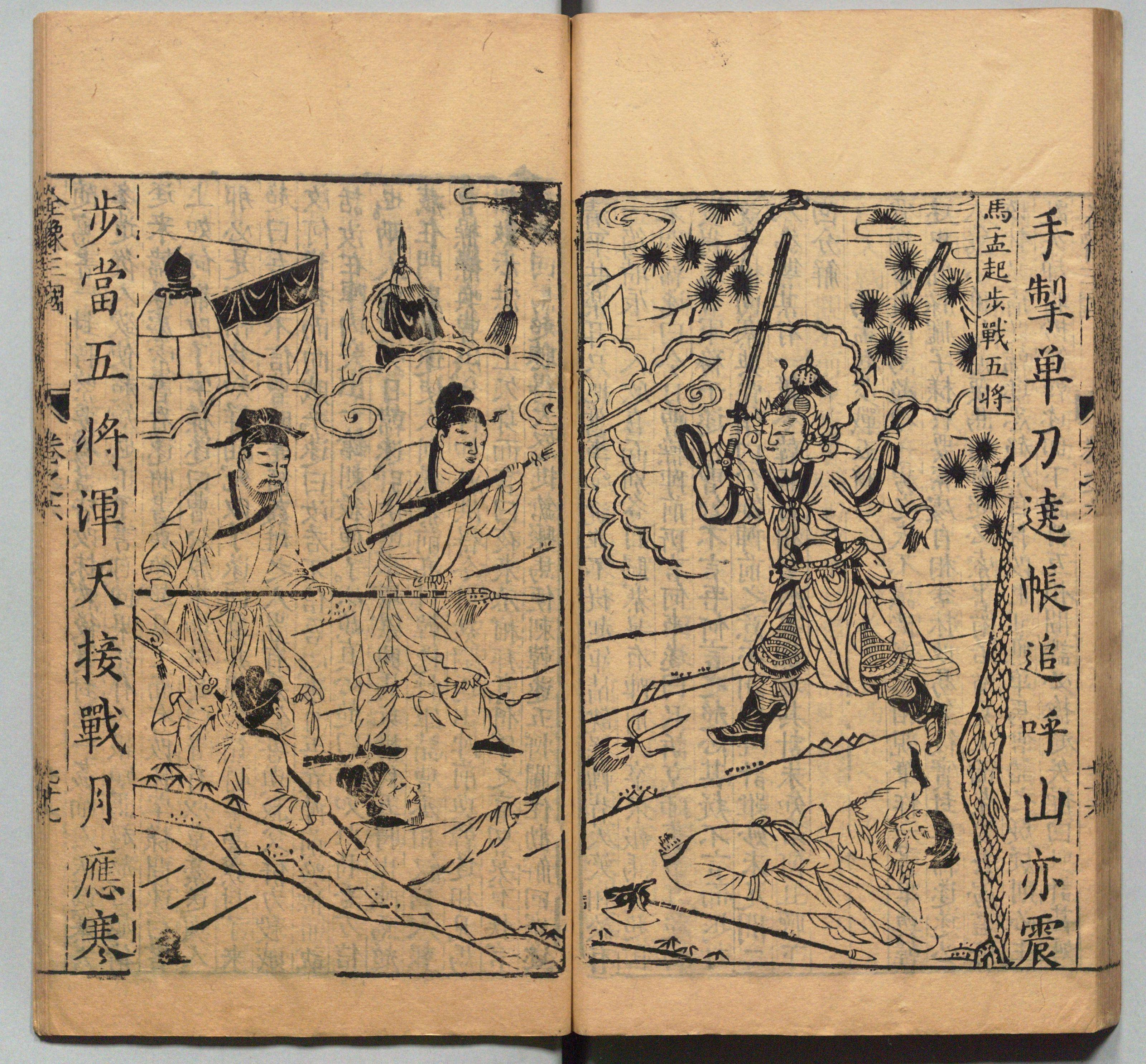
関西諸将と斬り結ぶ馬超

馬超軍の絶え間ない攻撃により陣営が築けず、頭を悩ませていた曹操の前に、婁子伯（婁圭）という道士が現れ、氷の城を築く方法を教える。しかし、馬超を撃破するにはやはり計略によるしかないと判断した曹操は、隙をついて渭南に陣営を築かせ、挟撃を試みる。これを知った韓遂たちが和睦を望むようになったことに乗じて、曹操は賈詡の策に従い離間の計を仕掛ける。馬超に強く疑念を抱かれた韓遂に対し、楊秋が率先して降伏を勧めた結果、馬超以外の関西諸将は曹操軍に寝返る。喜んだ曹操は、韓遂を西涼侯、楊秋を西涼太守に封じ、他の諸将にも封侯する。さらには馬超襲撃の計画も立てられるが、馬超はそれを察知し、先んじて陣中に乗り込むや否や韓遂の左手を切断し、その後は五将に囲まれるも、梁興・馬玩の二者を斬殺する。
馬超はここで曹操軍の攻撃を受ける。李堪を追う馬超に于禁が矢を放つも、馬超がそれを避けたことで李堪が誤殺される。渭橋に陣取った馬超は、己を狙う弓矢を全て弾き落として孤軍奮闘するが、馬を射られて落馬したところを龐徳と馬岱に助けられる。曹操は、馬超を殺せば万戸侯に封じ、生け捕れば大将軍にすると告げて諸将を刺激し、彼らの執拗な追跡を受けた馬超は隴西の臨洮まで逃げのびる。
以上のように、『演義』における潼関の戦いは、馬超周辺の描写を中心として史実とは異なる大胆な虚構が加えられている。この操作は、作品の主題、登場人物の造形および物語の構成を鮮明にさせ、ひいては文学性の向上にも繋がることで、『演義』の歴史小説としての成功に貢献している。

### 『演義』の影響
潼関の戦いの場面における「割鬚棄袍」および許褚と馬超の一騎討ちという二つの逸話は、『演義』によって波及し、特に明・清代の伝奇や京劇などをはじめとする、各種中国演劇の演目の題材となった。また清代の嘉慶年間に作成された蘇州版画のうち、『演義』の様々な名場面を描いた「三国志後」と題する作品は、潼関の戦いで馬超が活躍する上記の逸話を二つとも採用しており、その中でも「割鬚棄袍」の場面は、絵の中央に大きく配置されている。